# エーリク (ヴェストマンランド公)
ヴェストマンランド公爵エーリク王子（スウェーデン語: Prins Erik, 全名：Erik Gustaf Ludvig Albert, 1889年4月20日 - 1918年9月20日）は、スウェーデンの王族。
グスタフ5世とその王妃ヴィクトリア・フォン・バーデンの三男。前国王グスタフ6世アドルフの末弟にあたる。

## 生涯

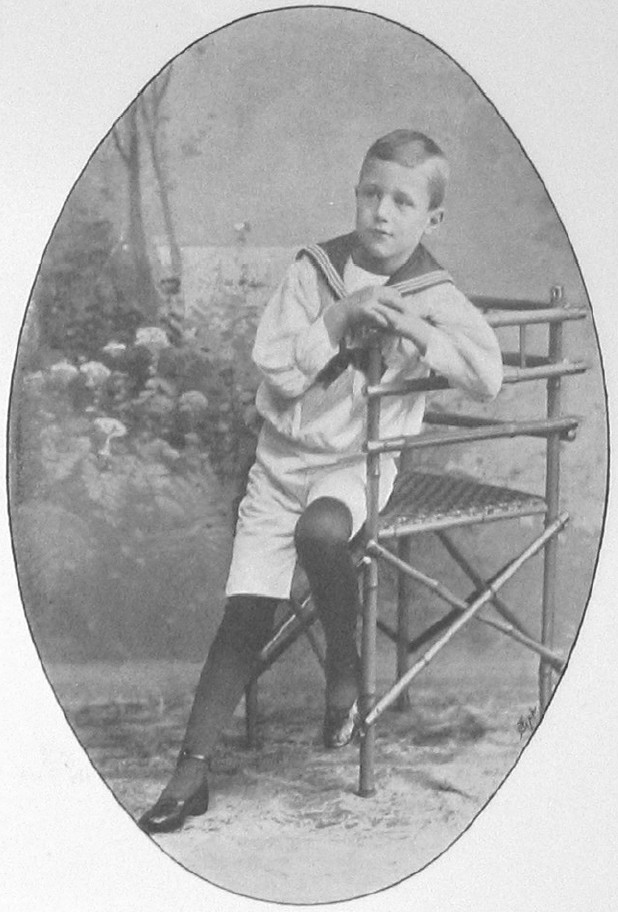
幼少期のエーリク

1889年に、ストックホルム宮殿にて生まれる。
知的障害とてんかんを抱えていたが、先天的なものか出産時の事故が原因なのかは判明していない。
障害の程度は軽く、スポーツを趣味とするなど身体的には健康だったが、生後間もなく親元から離され、人里から離れた僻地にで召し使い達に世話をされるような生活を強いられるなど、世間からは隠され続け、イギリスのジョン王子との類似性を指摘されることもある。家族が訪ねてくることは全くと言っていいほど無く、2週間ごとに首都ストックホルムへの観光とオペラ鑑賞をすることが唯一の楽しみという孤独な生活に、愚痴をこぼすこともあり、1917年にストックホルムにより近い場所に新居を構えることとなった。
しかし、第一次世界大戦終了直前の1918年に、スペインかぜにより死去した。新居に移ってから僅か1年後の悲劇であり、臨終の際には家族は誰も立ち会わなかった。母王妃は、息子の死に目に会えなかったことを非常に悔いていたが、兄達は弟には申し訳ないと思いつつも、邪魔者が消えてせいせいしたと言わんばかりの様子だったという。